# رالف ماچیو
رالف ماکیو (به انگلیسی: Ralph Macchio) با نام کامل رالف جورج ماکیو جونیور، (متولد ۴ نوامبر ۱۹۶۱ برابر با ۱۳ آبان ۱۳۴۰) یک بازیگر آمریکایی است. او بیشتر برای بازی در نقش دنیل لاروسو در سه فیلم بچه کاراته‌کار (۱۹۸۴)، بچه کاراته‌کار ۲ (۱۹۸۶)، بچه کاراته‌کار ۳ (۱۹۸۹) و سریال تلویزیونی کبرا کای شناخته می‌شود.
ماکیو در هانتینگتون، نیویورک متولد شد. او پسر رُزالی (نام خانوادگی دسانتیس) و رالف جورج ماکیو پدر است که صاحب چند خشکشویی و یک شرکت دفع فاضلاب بود. رالف یک برادر کوچکتر بنام استیون دارد. پدرش نیمی ایتالیایی و نیمی یونانی تبار و مادرش ایتالیایی تبار است. در تست صفحه نمایش در سال ۱۹۸۰، ماکیو گفت که خانواده او اهل ناپل هستند. در سال ۱۹۷۹، ماکیو از مدرسه مرکزی در دیکس هیلز، نیویورک فارغ التحصیل شد. ماکیو در سن سه سالگی شروع به آموزش رقص کرد و در سن ۱۶ سالگی توسط یک مامور استعدادیابی کشف شد.

## زندگی خصوصی
ماکیو هنگامی که ۱۵ ساله بود توسط مادربزرگش به همسر آینده‌اش فیلیس فیرو معرفی شد. آنها در ۵ آوریل ۱۹۸۷ ازدواج کردند و دو فرزند دارند. فیرو یک پزشک پرستار است.
ماکیو از طرفداران تیم هاکی جزیره نیویورک است و به عنوان کاپیتان مشهور این تیم در سری کارت‌های تجاری برای ست پلاتینیوم در سال ۱۹۹۱ معرفی شد.

## فیلم‌شناسی

### گزیده آثار بازیگری در سینما
- در آکادمی (۱۹۸۰)
- بیگانگان (۱۹۸۳)
- بچه کاراته‌کار (۱۹۸۴)
- آموزگارها (۱۹۸۴)
- چهارراه (۱۹۸۶)
- بچه کاراته‌کار ۲ (۱۹۸۶)
- رعد دوردست (۱۹۸۸)
- بچه کاراته‌کار ۳ (۱۹۸۹)
- بیش از حد خورشید (۱۹۹۰)
- پسرعمویم وینی (۱۹۹۲)
- برهنه در نیویورک (۱۹۹۳)
- نمی‌تواند بهشت باشد (۱۹۹۹)
- یک بازی کوچک (۲۰۱۴)
- گربه گمشده کرونا (۲۰۱۵)
- غیب‌گو (۲۰۱۷) - تله‌فیلم
- کبرا کای (۲۰۱۸-اکنون) - سریال اینترنتی
- بچه کاراته‌کار: اسطوره‌ها (۲۰۲۵)